# Équipe du Liechtenstein féminine de football
Cet article traite de l'équipe féminine. Pour l'équipe masculine, voir Équipe du Liechtenstein de football.
Maillots
L'équipe du Liechtenstein de football féminin est la sélection de joueuses liechtensteinoises représentant le pays lors des compétitions internationales de football féminin. Elle est sous l'égide de la Fédération du Liechtenstein de football.

## Histoire
Le Liechtenstein, petit pays européen, n’avait aucune sélection nationale jusqu'en 2006, ni chez les seniors ni chez les espoirs.
En 2013, le président de l'Association de football du Liechtenstein (LIV), Matthias Voigt, a déclaré qu'il était déterminé à travailler à la création d'une équipe nationale féminine et a souligné le niveau d'activité dans la compétition nationale féminine. A cette époque, seule une seule femme siégeant au comité de la LIV et il a fallu créer une nouvelle commission de football féminin. 
Depuis 2017, les équipes nationales féminines U16 et U18 ont été constituées et l'UEFA a classé l'équipe nationale féminine senior comme une équipe U19 B.
Le 11 avril 2021, l'équipe nationale a disputé son premier match officiel lors d'une rencontre amicale avec une défaite 2-1 contre le Luxembourg. Le Liechtenstein a pris la tête à la 35e minute avec un but de Viktoria Gerner, le premier but officiel de l'histoire de l'équipe. 